# Formació de Tremp

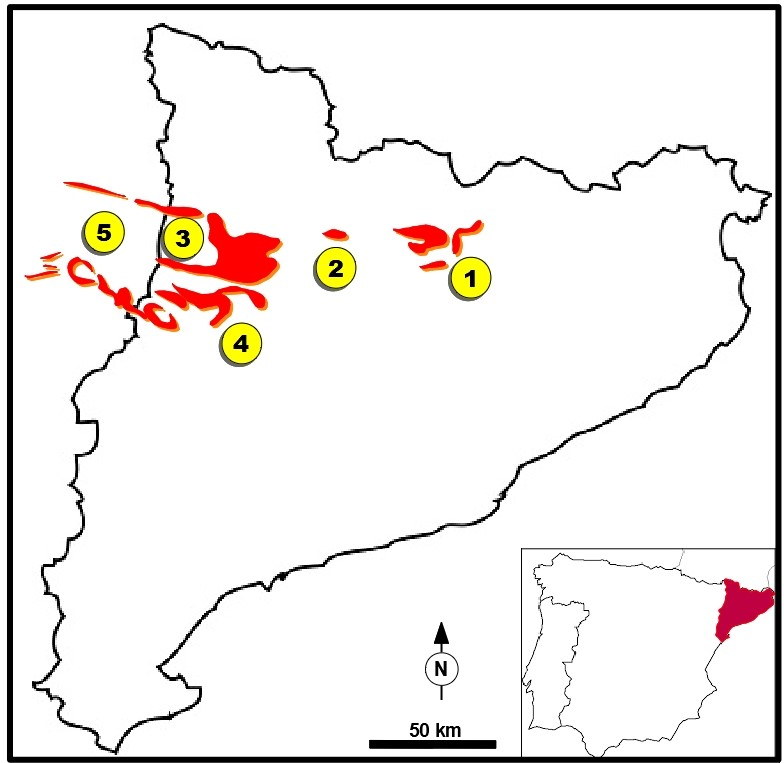
Mapa de Catalunya on es mostra la distribució dels principals afloraments de la formació Tremp a les comarques del Berguedà (1), de l'Alt Urgell (2), del Pallars Jussà (3) i de la Noguera (4) així com dels que hi ha a l'Aragó (5). Basat en l'Atles Geològic de Catalunya.

La formació Tremp és una formació geològica constituïda per una sèrie de materials sedimentaris que es van dipositar fa entre 72 i 56 milions d'anys en ambients transicionals i fluviolacustres a la conca sudpirinenca. Aquests materials afloren amb més o menys extensió a les comarques del Berguedà (sinclinal de Vallcebre i localitats properes), Alt Urgell (sinclinal de Coll de Nargó), Noguera (sinclinal d'Àger) i al Pallars Jussà i a la Ribagorça Aragonesa (sinclinal de Tremp). Inclou el límit Cretaci-Paleogen (K/Pg) i conté un dels millors registres d'Europa per estudiar l'extinció massiva que va succeir a finals de l'era Mesozoica. El terme formació Tremp va ser utilitzat per primera vegada el 1968 pels geòlegs Peter H.W. Mey, Peter J.C. Nagtegaal, Karel J.A. Roberti i Jacobus J.A. Hartelvelt. Prèviament, però, Alexandre Leymerie havia introduït el mot "Garumnià" per anomenar uns materials equivalents que afloren al departament francès de l'Haute-Garonne i que més endavant també va identificar al vessant sud dels Pirineus, concretament a l'àrea de Coll de Nargó. És per això que freqüentment els termes formació Tremp i Garumnià s'utilitzen com a sinònims malgrat que el segon té un caire més informal. El 1992, un treball realitzat pel geòleg José L. Cuevas proposa elevar la categoria de la formació Tremp a grup Tremp.
En el seu límit inferior, la formació Tremp cobreix els gresos d'origen costaner de la formació Areny i les calcàries marines de les formacions de Les Serres i Terradets. Aquesta evolució d'ambients marins-costaners cap a transicionals no es va produir sincrònicament al llarg de tota la conca sudpirinenca, començant a la seva part més oriental (sinclinal de Vallcebre) en el límit Campanià-Maastrichtià i finalitzant a la seva part més occidental (secció de Campo, Ribagorça Aragonesa) a les acaballes del Maastrichtià superior. La diacronia en la sedimentació d'aquests materials també es tradueix en importants diferències en les potències de les seccions reconstruides que varien des de menys d'un centenar de metres a la localitat de Campo fins als més de 760 m de la secció composta de Vallcebre. A l'altre extrem, les Calcàries amb Alveolines de l'Ilerdià i els seus equivalents laterals limiten amb el marge superior de la formació Tremp.

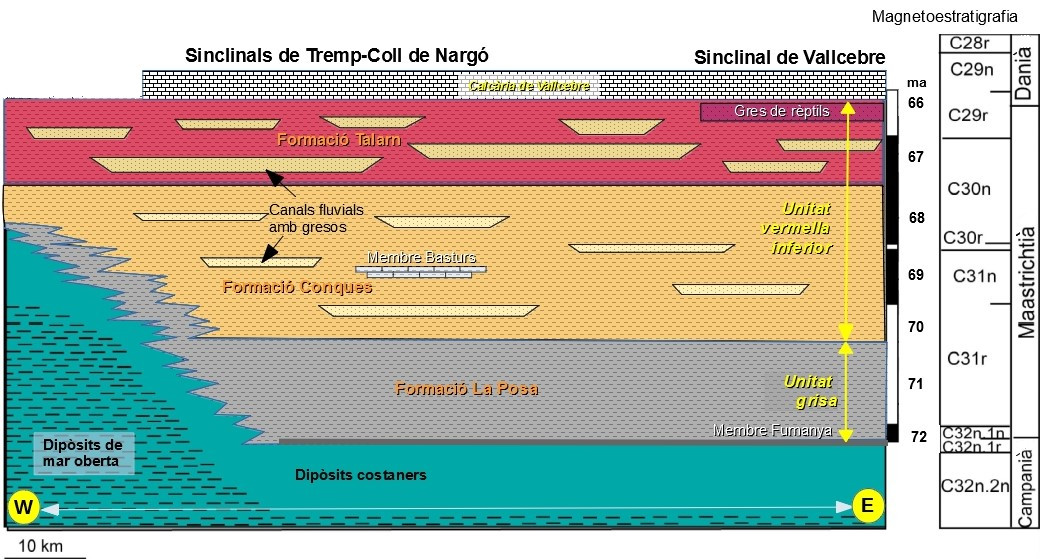
Diagrama litoestratigràfic de l'evolució de la conca sudpirinenca en els sinclinals de Vallcebre, Coll de Nargó i el sector oriental del sinclinal de Tremp entre el Campanià superior (80 ma) i el Danià (62 ma). Esquema basat en els treballs de Riera et al. (2009) i Fondevilla et al. (2016).

## Unitats litològiques

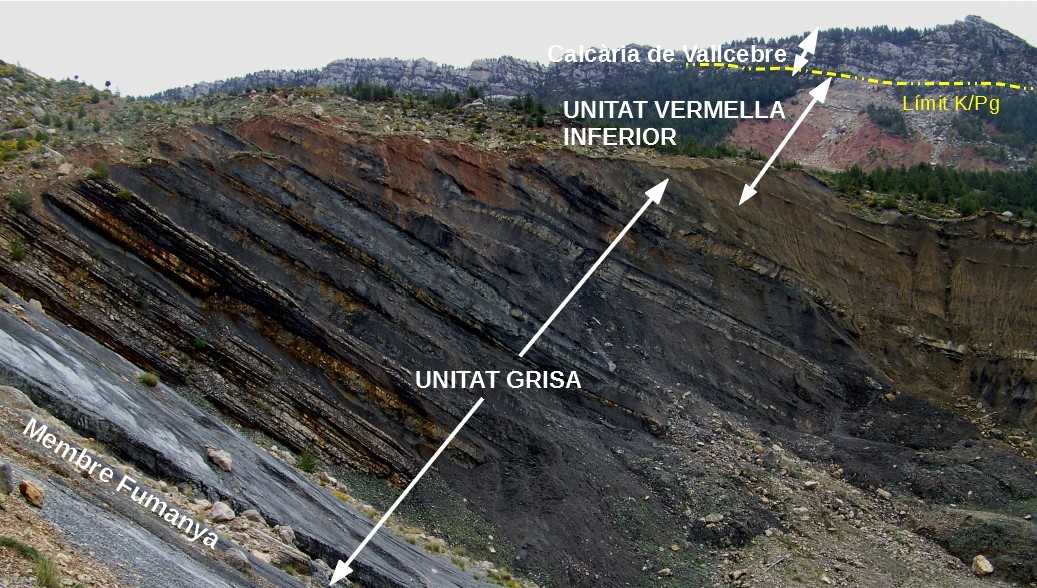
L'antiga explotació de carbó de Mina Tumí (Vallcebre, Berguedà, Barcelona) mostra una de les sèries més contínues de la formació Tremp. A la imatge es poden observar les unitats litològiques grisa, vermella inferior i la calcària de Vallcebre així com la localització aproximada del límit Cretaci-Paleogen (K/Pg) que marca l'extinció en massa finicretàcica.

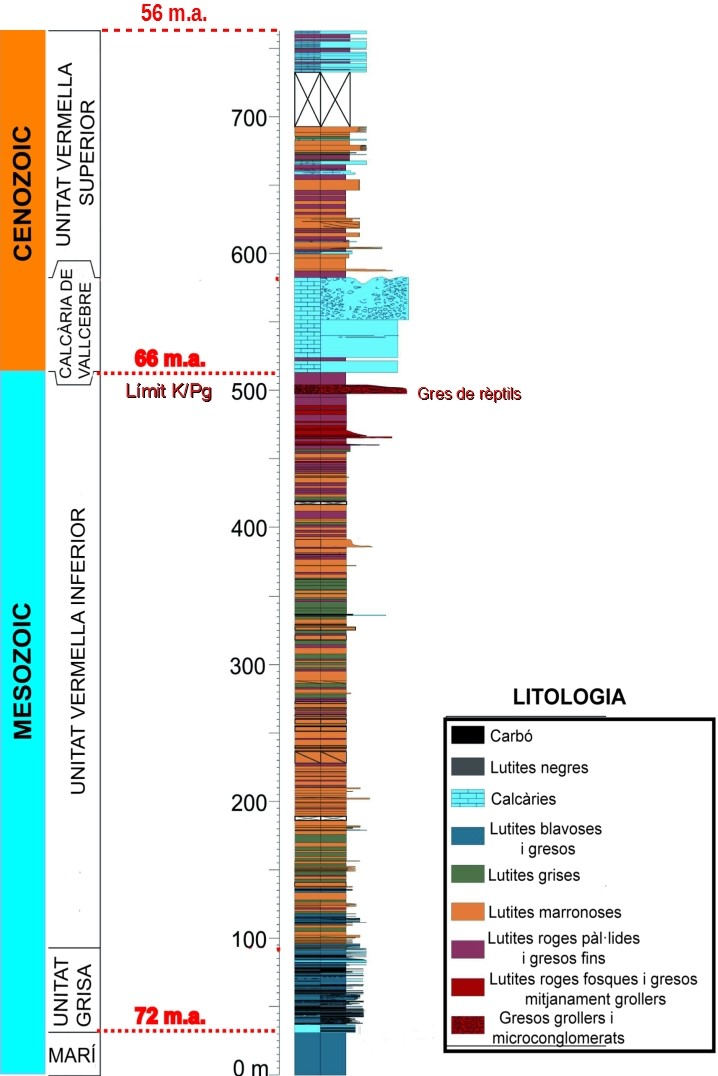
Columna estratigràfica composta de la formació Tremp al sinclinal de Vallcebre on es poden veure totes les unitats litostratigràfiques descrites per Rosell et al. (2001). Figura adaptada del treball d'Oms et al. (2007).

La variabilitat dels ambients sedimentaris on es van dipositar els materials de la formació Tremp ha fet que depenent dels autors es divideixi en diferents unitats litològiques o formacions. El 2001, els geòlegs Joan Rosell, Rogelio Linares i Carme Llompart en van proposar la següent divisió informal basada en unitats litològiques, la qual s'ha seguit en nombrosos treballs degut a la seva simplicitat.

### Unitat grisa
La unitat grisa està en contacte amb els gresos i calcàries d'origen costaner i marí de les formacions Areny, Les Serres i Terradets. Està formada principalment per lutites grises amb abundants invertebrats (ostràcodes, mol·luscs bivalves i gasteròpodes), calcàries clares constituïdes per restes d'algues caròfites, carbons (lignit) i alguns nivells amb gresos. La gènesi d'aquests materials als sinclinals de Vallcebre, Coll de Nargó i a la part oriental del sinclinal de Tremp es va produir principalment durant el Maastrichtià inferior. En canvi, a la part occidental del sinclinal de Tremp va succeir al llarg del Maastrichtià superior. En els treballs de Cuevas i Pujalte i Schmitz, realitzats en afloraments del sinclinal de Tremp, la unitat grisa és anomenada alternativament formació La Posa.
A la base d'aquesta unitat, a les localitats del Berguedà, de l'àrea de Coll de Nargó i de la part oriental del sinclinal de Tremp hi destaquen les calcàries margoses del membre Fumanya, les quals tenen una potència més o menys constant d'una mitjana de 5 m. El seu ambient deposicional correspondria a una extensa plana fangosa en contacte amb la mar i sotmesa a una certa influència mareal. Més cap a l'oest, el membre Fumanya és substituït pels gresos costaners de la formació Areny, els quals, en alguns casos, arriben a interdigitar-se amb els nivells més superiors de La Posa. Els materials de la resta de la unitat grisa (formació La Posa) s'han interpretat com a dipòsits de lagoon originats en un sistema d'aiguamolls costaners que incloïa albuferes, llacs amb diferents salinitats, pantans i torberes. A la seqüència de referència de Vallcebre, la seva potència arriba als 120 m. En el sinclinal d'Ager, però, la major abundància de roques carbonàtiques (formació La Massana) hi suggereix una presència més destacada dels ambients lacustres que als sinclinals de Tremp i de Vallcebre. Les coloracions grises i fosques que dominen al membre Fumanya i a la formació La Posa recolzen la litificació dels sediments originals en ambients subaqüàtics reductors.

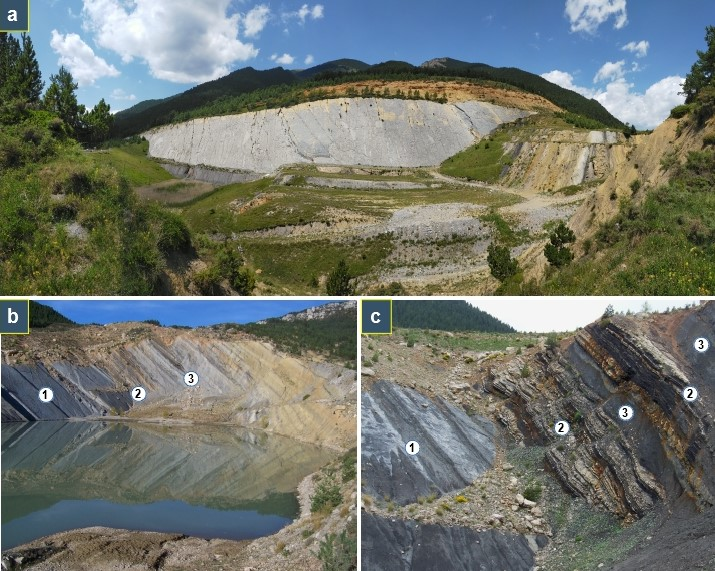
Algunes de les sèries més completes de la unitat grisa es troben al sinclinal de Vallcebre. (a) A la mina de carbó a cel obert de Fumanya sud (Fígols) es pot observar la superfície de les calcàries margoses amb petjades de titanosaure del membre Fumanya i part de la formació La Posa que la cobreix. (b) Sèrie completa de la unitat grisa a la Mina Tumí (Vallcebre) on es marquen el membre Fumanya (1) i els nivells de calcàries (2) i lutites grises (3) amb carbons. (c) Detall dels nivells de calcàries (2) i lutites grises (3) amb carbons de la sèrie de Mina Tumí.

### Unitat vermella inferior
La següent unitat informal de la formació Tremp inclou principalment lutites vermelles i gresos que poden contenir paleosols. Localment també hi apareixen nivells amb oncòlits i calcàries d'origen lacustre-palustre. La sedimentació d'aquests materials es va produir majoritàriament durant el Maastrichtià superior al llarg de tota la conca sudpirinenca. Els treballs de Cuevas i Pujalte i Schmitz realitzats al sinclinal de Tremp hi distingeixen les formacions Conques i Talarn.
- La formació Conques està representada per lutites ocres, vermelles i porpres amb alguns horitzons de paleosols i, localment, per margues grises.[4][8] Els estrats dominats per materials fins contenen grans cossos lenticulars formats per gresos estratificats de forma inclinada i que graden d'una granulometria més grollera a la base fins a sorres més fines cap al sostre. Aquests llentions de gres són més escassos en les sèries equivalents del sinclinal de Vallcebre. Entre els estrats de la formació Conques també s'hi han diferenciat els membres de Basturs i del Tossal d'Obà que consisteixen en intercalacions de calcàries micrítiques amb gasteròpodes i caròfits o amb nivells margosos, respectivament.[8]
- La formació Talarn està formada per lutites vermelles i versicolor juntament amb gresos i conglomerats.[8] Aquests darrers materials dominen en algunes àrees com la d'Orcau on contenen, en menor proporció, capes de lutites amb paleosols i nòduls de carbonat.[4]

A les subconques d'Àger i de Vallcebre (incloent altres localitats del Berguedà), un potent nivell de gresos i microconglomerats rics en feldespats conegut com el gres de rèptils apareix prop del sostre de la unitat vermella inferior. Diferents evidències (magnetoestratigrafia, presència/absència de restes de dinosaure o bioestratigrafia de caròfits i foraminífers) indiquen que el límit Cretaci-Paleogen (K/Pg) estaria localitzat en un nivell de lutites vermelles que hi ha entre el gres de rèptils i la calcària de Vallcebre, d'edat Daniana.
Les coloracions vermelles, ocres i porpres són consistents amb una major exposició dels sediments a l'oxigen atmosfèric i una continentalització progressiva de la conca sudpirinenca. En aquest sentit, l'ambient deposicional de la unitat vermella inferior correspondria a una extensa plana d'inundació on arribaven sediments d'origen al·luvial i fluvial transportats per canals meandriformes i canals trenats (braided). Més concretament, segons la interpretació de Cuevas, la formació Conques consistiria en dipòsits distals d'un sistema fluvial relacionat lateralment amb els ambients de lagoon-illes barrera de les formacions La Posa i Areny. Això vindria recolzat per fet que alguns canals meandriformes mostren evidències d'influència mareal la qual cosa suggereix una certa comunicació d'aquest estuari amb la mar. Els materials carbonatats dels membres Basturs i Tossal d'Obà s'haurien originat en ambients lacustres-palustres a les àrees més deprimides de la planura al·luvial. D'altra banda, l'ambient de deposició de la formació Talarn tindria una menor influència marina i s'interpreta com a dipòsits al·luvials on encaixaven canals fluvials que transportaven sorres i graves. Finalment, el gres de rèptils registra un període amb un règim hídric més energètic que va produir un dipòsit més generalitzat de materials grollers a la planura els quals eren transportats per canals de rius trenats (braided).

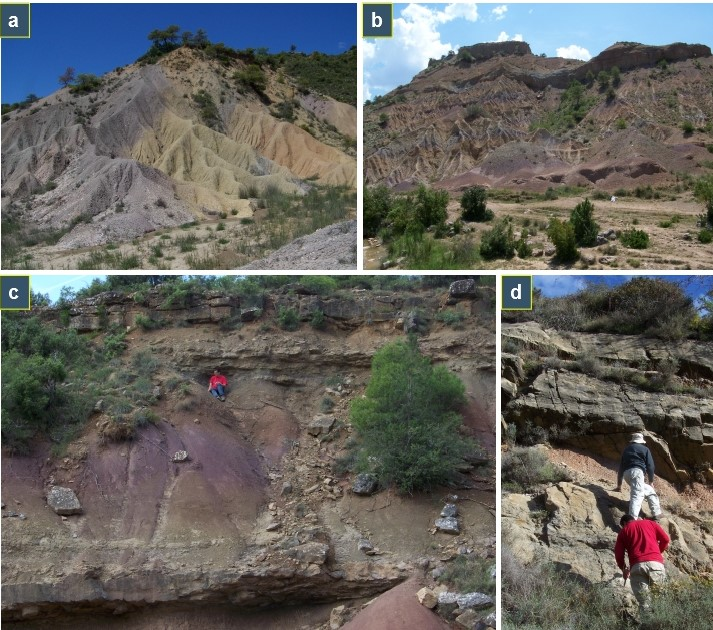
Diferents afloraments de la unitat vermella inferior al sinclinal de Tremp (a, b, c) i a la comarca del Berguedà (d). (a) Lutites versicolor de la formació Conques a la localitat dels Nerets (Vilamitjana). (b) Lutites vermelles i versicolor amb canals fluvials a la localitat de Molí del Baró (Sant Romà d'Abella, Isona i Conca Dellà). (c) Lutites vermelles amb gresos intercalats de la formació Talarn al Barranc de Torrebilles (Isona i Conca Dellà). (d) El gres de rèptils a la localitat dels Cingles de Cal Ros (Cercs).

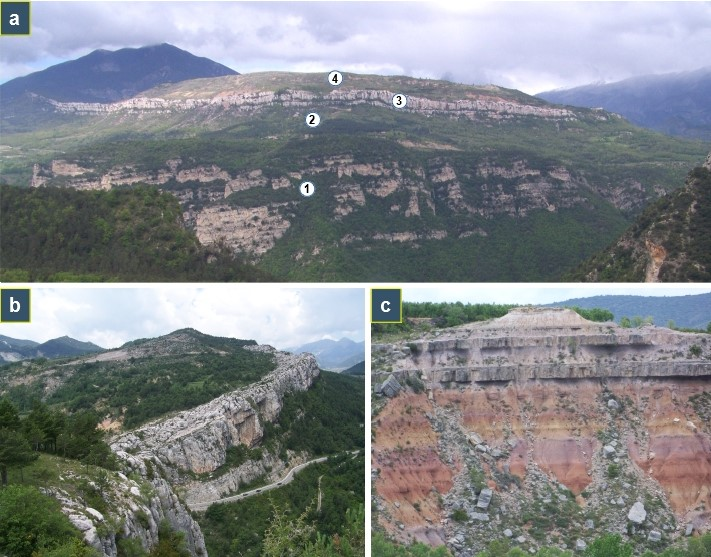
Diferents vistes de la calcària de Vallcebre als sinclinals de Vallcebre (a i b) i de Tremp (c). (a) Panoràmica del sinclinal de Vallcebre des de la carretera de la Nou del Berguedà-Malanyeu. S'hi diferencien les calcàries marines del Campanià superior (1), la sèrie Maastrichtiana de la formació Tremp coberta per la vegetació (2), la calcària de Vallcebre (3) i la unitat vermella superior (4). (b) Cingleres de calcària de Vallcebre, prop del poble que porta el mateix nom. (c) Diferents nivells de la calcària de Vallcebre coronant el Puigpedrós (sinclinal de Tremp) i superposats a les lutites vermelles, taronges i porpres de la unitat vermella inferior.

### Calcària de Vallcebre i equivalents laterals
Es tracta de calcàries micrítiques riques en algues caròfites i que contenen Microcodium i mostren fenòmens de karstificació en el seu sostre A la secció de Vallcebre, on afloren de manera més contínua, arriben a tenir uns 70 m de potència. Al sinclinal de Coll de Nargó, en canvi, estan fracturades degut als efectes de la tectònica. La seva potència és menor i inclouen nivells alternats de lutites, margues i calcàries. Al sector oriental del sinclinal de Tremp, els equivalents laterals d'aquestes calcàries s'anomenen formacions Suterranya i Sant Salvador de Toló. En aquesta zona, es divideixen en diferents estrats (generalment 4) d'1 a 6 m de potència entre els quals hi ha intercalades lutites ocres, marrones, taronges o vermelles. En canvi, a la seva part occidental no hi són presents fins a la localitat de Serraduy on tornen a aparèixer amb una potència de 5 m.
L'origen d'aquests materials carbonatats estaria relacionat amb l'establiment d'un sistema de grans llacs de salinitat variable propers a la línia de la costa durant el Danià. A les zones no ocupades per llacs s'hi desenvolupaven paleosols.

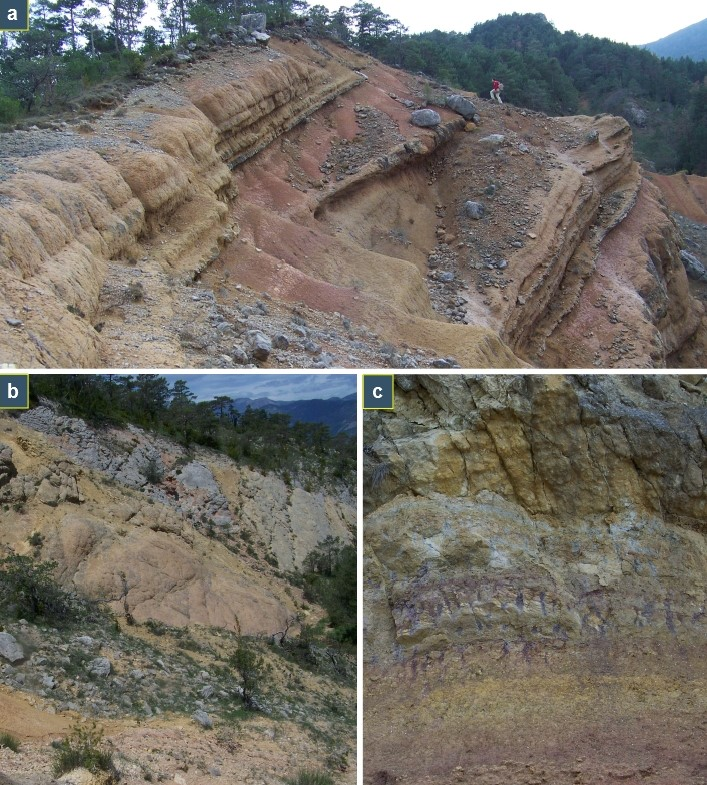
Diferents afloraments de la unitat vermella superior a la comarca del Berguedà ([a] Barrancs de Vilosiu (Cercs) i [b] la Nou de Berguedà) on es pot observar la dominança de materials grollers (gresos i conglomerats) en detriment de les lutites. (c) Detall d'un paleosol prop de Malanyeu.

### Unitat vermella superior
La unitat més superior de la formació Tremp està composta per lutites vermelles, gresos i conglomerats amb presència de Microcodium. Els conglomerats abunden especialment al sector nord de la conca sudpirinenca i a les seves parts més distals donen pas a una alternança de gresos i lutites vermelles. El seu sostre conté, a més a més, capes intercalades discontínues amb oncòlits, calcàries lacustres i nòduls de guix i anhidrita. Aquests darrers són força conspicus al sinclinal de Tremp i a la part sud del d'Àger on localment formen llentions d'evaporites. El treball de Cuevas hi distingeix les formacions Esplugafreda, a la part amb major presència de lutites vermelles de la sèrie, i Claret, corresponent a la part més alta de la unitat i que conté entre d'altres els nivells d'evaporites.
La sèrie de la unitat vermella superior s'ha interpretat com a dipòsits de sistemes fluvials i al·luvials que es van produir al llarg del Danià-Thanetià. La procedència dels materials és diferent depenent de quin sinclinal es tracta. Per exemple, a les àrees de Talarn (sinclinal del Tremp) i de Coll de Nargó, les àrees font de les graves i les sorres que es van sedimentar en els seus sistemes al·luvials són el Pirineu axial i els relleus aixecats de Boixols-Sant Corneli i Les Nogueres. Aquests sediments van ser transportats per fortes avingudes d'aigua. En canvi, els materials que formen els conglomerats i els gresos equivalents del sinclinal de Vallcebre provenen de l'erosió del massís del Pedraforca. D'altra banda, els dipòsits d'evaporites de la part terminal de la sèrie serien deguts a la concentració de sals produïda per l'evaporació de llacs de règim temporal.

## Evolució paleoambiental de la conca sudpirinenca durant el Maastrichtià-Thanetià
A la vegada que es produïa la seva gènesi, els materials de la formació Tremp van estar fortament afectats per dos fenòmens, un a nivell planetari i l’altre regional. El primer d’ells és la regressió marina global que va succeir a finals del Cretaci superior i que a la conca sudpirinenca va començar en el límit Campanià-Maastrichtià (fa 72 milions d’anys [ma]) amb el dipòsit de les calcàries margoses del membre Fumanya. En segon és l’elevació dels Pirineus, que acabarà deformant-ne els estrats sedimentaris i dividint la conca amb diferents sinclinals (Vallcebre, Coll de Nargó, Tremp i Àger).
Durant el Campanià superior, la conca pirinenca estava submergida dins les aigües d’una mar tropical poc profunda habitada per una abundant fauna que formava extensos esculls de corall i de bivalves rudistes. Fa 72 milions d’anys, en el límit Campanià-Maastrichtià i coincidint amb l’inici de la retirada de la mar cap a l’oest, es va desenvolupar una extensa plana fangosa inundada per aigües salabroses. En aquest ambient es van dipositar les calcàries margoses del membre Fumanya abastant una superfície d’uns 2500 km² i que actualment trobem fragmentada als sinclinals de Vallcebre, de Coll de Nargó, d'Àger i a la part oriental del sinclinal de Tremp. Just al nord de la part més distal d’aquesta enorme plana fangosa, els relleus de l'anticlinal de Bòixols-Sant Corneli s'estaven elevant. Pel sud estava limitada pel Massís de l'Ebre.

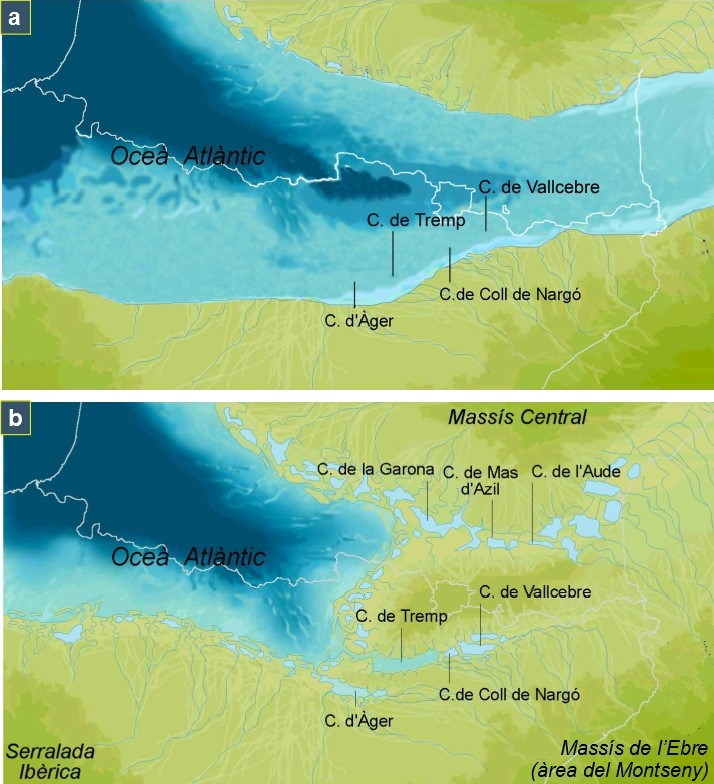
Reconstrucció paleogeogràfica de l'àrea pirinenca durant el Campanià superior (a) i el Maastrichtià (b) on es poden observar els efectes de la regressió marina que va transformar els ambients marins en aiguamolls costaners i després en ambients fluviolacustres. En les reconstruccions no s'han tingut en compte els efectes de la tectònica. Modificat del dibuix original d'Oriol Oms.

En el Maastrichtià inferior (fa entre 72 i 69 ma) es va produir l'elevació dels relleus del Montsec aïllant la subconca d'Àger de la de Tremp. Les subconques de Vallcebre, Coll de Nargó i la part oriental de la de Tremp constituïen un enorme lagoon dominat per un sistema d'aiguamolls costaners amb ambients diversos (albuferes, llacs, pantans, torberes [formació La Posa]) i que estava limitat a la seva part més occidental pels sistemes d'illes barrera que acabarien donant lloc als gresos d'Areny. En canvi, als aiguamolls de la subconcà d'Àger hi estaven representats quasi exclusivament els ambients lacustres (formació La Massana).
La regressió marina va anar aixemplant la conca sudpirinenca cap a l'oest al llarg del Maastrichtià superior (fa entre 69 i 66 ma). La major continentalització de la conca restringia els aiguamolls costaners al seu extrem més occidental a mesura que guanyava terreny a la mar. En aquests ambients, però, encara s'hi podien produir transgressions marines tal com testimonien nivells de bivalves rudistes intercalats amb els materials de la unitat grisa o la presència de fitoplancton marí. La resta de la conca estava representada per un extens estuari on s'hi dipositaven sediments transportats per rius amb canals meandriformes que més endavant evolucionaria cap a una plana d'inundació al·luvial amb sistemes fluvials trenats (formacions Conques, Talarn i gres de rèptils). En els punts més deprimits de les planes d'inundació per on passaven els canals s'hi podien arribar a formar llacs temporals (membres Basturs i Tossal d'Obà). L'origen dels materials que van cobrir les diferents subconques no era el mateix en aquesta època. En el cas de la subconca d'Àger provenien de l'àrea de Prades inclosa en el sector sud-occidental del Massís de l'Ebre. A les subconques de Tremp i de Coll de Nargó, limitades pel sud pel Montsec i pel nord pels relleus de l'anticlinal de Bòixols-Sant Corneli, hi arribaven fangs, sorres i graves transportats des dels punts més elevats situats al nord. En canvi, en el cas de la subconca de Vallcebre, els orígens dels seus materials van ser la part oriental del Massís de l'Ebre (àrea del Montseny) i els relleus del Pedraforca. L'aïllament de la subconca de Tremp per part de l'anticlinal del Montsec també explica el fet que no s'hi dipositessin els materals grollers que van formar el gres de rèptils tal com va passar a les subconques d'Àger i de Vallcebre. Malgrat que la línia de la costa cada vegada estava més allunyada, aquestes subconques encara estaven sotmeses significativament a les variacions del nivell de la mar degudes a les marees, tal com indica la presència de foraminífers planctònics a nombroses localitats on aflora la unitat vermella inferior.
Ja passat el límit Cretaci-Paleogen (K/Pg), en el Danià (fa entre 66 i 62 ma) la major part de la conca sudpirinenca va quedar ocupada per uns enormes llacs que a la seva part més occidental podien arribar a comunicar amb la mar. En aquests ambients dominava la sedimentació carbonàtica, coincidint probablement amb un moment d'estabilitat tectònica, i és on van originar-se les calcàries de Vallcebre i els seus equivalents laterals.
A continuació, fins al final del Paleocè (fa 56 ma), una nova reactivació tectònica va provocar el retorn dels ambients de fluvials amb planes d'inundació i al·luvials. En aquest cas, les graves, les sorres i els fangs que emplenaven les diferents subconques provenien de l'erosió del Pirineu axial i dels relleus de la seva cobertora que continuaven elevant-se. Fins i tot, en la seva part més oriental, aquests materials podien arribar a la conca de l'Ebre que ja començava a actuar com a conca de sedimentació. A l'inici de l'Eocè (fa 56 ma) una nova transgressió marina va tornar a inundar les àrees menys elevades de la regió sudpirinenca a més a més de les terres planes de la nova conca de l'Ebre que s'estava constituint.
Finalment, els moviments tectònics que van començar a finals del Campanià i que van acabar a l'Oligocè, produint l'elevació dels Pirineus, van deformar i fragmentar la conca sudpirinenca en diferents sinclinals (Vallcebre, Coll de Nargó, Tremp i Àger). A la vegada que passava això, els seus materials eren transportats a "coll i be" des de la seva àrea original (desenes de quilòmetres més al nord) per diversos mantells de corriment (Bòixols-Sant Corneli, Montsec, Serres Marginals, inferior del Pedraforca i Cadí) fins a la seva localització actual.

## Evolució de les flores i faunes finicretàciques a partir del registre fòssil de la formació Tremp
La formació Tremp ofereix un entorn excepcional per comprendre l'evolució dels ecosistemes terrestres de finals de l'era Mesozoica i els efectes que hi van tenir els canvis ambientals que s'hi van produir. Això és possible gràcies a que el registre fòssil dels Pirineus és ric en restes d'una gran varietat de grups d'organismes que inclouen plantes i animals invertebrats i vertebrats. La part de la sèrie que correspon al Maastrichtià ha proporcionat una gran quantitat de fòssils d'aquests grups d'organismes tant a la unitat grisa com a la vermella inferior. En canvi, el contingut paleontològic de les unitats incloses en el Paleocè (calcària de Vallcebre i unitat vermella superior) és molt menys divers.

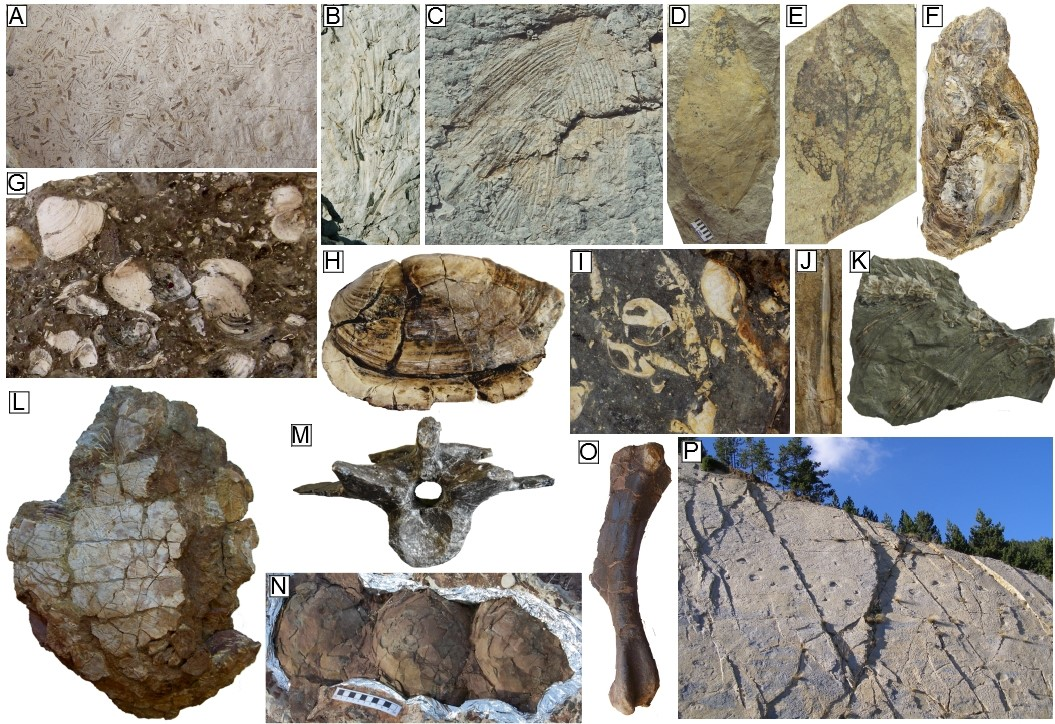
Diferents exemples de fòssils descoberts a les unitats grisa i vermella inferior (Maastrichtià) de la formació Tremp: A, Acumulació de tal·lus d'algues caròfites en una calcària lacustre. B, Brot de la conífera queirolepidiàcia Frenelopsis. C, Impressió de fulla de la palmera Sabalites longirhachis. D, Fulla d'una possible betulàcia. E, Fulla d'una possible celastral. F, Valva inferior d'ostra Saccostrea. G, Acumulació de closques del bivalve Corbicula laletana en una lutita fosca. H, Closca articulada d'un bivalve uniònid. I, Closques de gasteròpodes (Cerithium i Melanopsis) en una lutita fosca. J, Agulló caudal de rajada. K, Fragment de columna vertebral d'un peix osteoglòssid. L, Closca de la tortuga botremídida Polysternon. M, Vèrtebra lumbar del cocodriliform eusuqui Allodaposuchus palustris. N, Tres ous de dinosaure sauròpode titanosauriforme. O, Húmer d'hadrosaure lambeosaurí. P, Rastre amb petjades de titanosaure.

### Biodiversitat i paleoecologia dels ambientslagoonals
En els sistemes d'aiguamolls costaners que van donar origen a la unitat grisa durant la primera part del Maastrichtià s'hi van desenvolupar extenses planes fangoses cobertes per aigües de salinitat variable. A les parts amb major influència marina s'hi formaven bioherms d’ostres (Saccostrea). En aquelles on la salinitat era variable hi habitaven alguns caròfits més tolerants a les aigües salabroses (Feistiella) i comunitats de bivalves (Corbicula, Cerastoderma), gasteròpodes (Pyrgulifera, Melanopsis, Cerithium) i ostracodes més o menys eurihalins. Els bivalves uniònids formaven colònies on l’aigua dolça hi era més estable. D’altra banda, els fons il·luminats dels llacs eren coberts per extensos prats d’algues caròfites dels gèneres Clavator, Microchara i Peckichara. Les aigües d’aquests alguamolls també eren habitades per una varietat de peixos, barreja d'espècies marines i d'aigua dolça, que incloïa taurons (Hybodontiformes, Orectolobiformes i Lamniformes), rajades (Igdabatis, Rhombodus, Coupatezia) i peixos ossis (Amiïformes, Picnodontiformes i teleostis osteroglòssids i Cipriniformes).

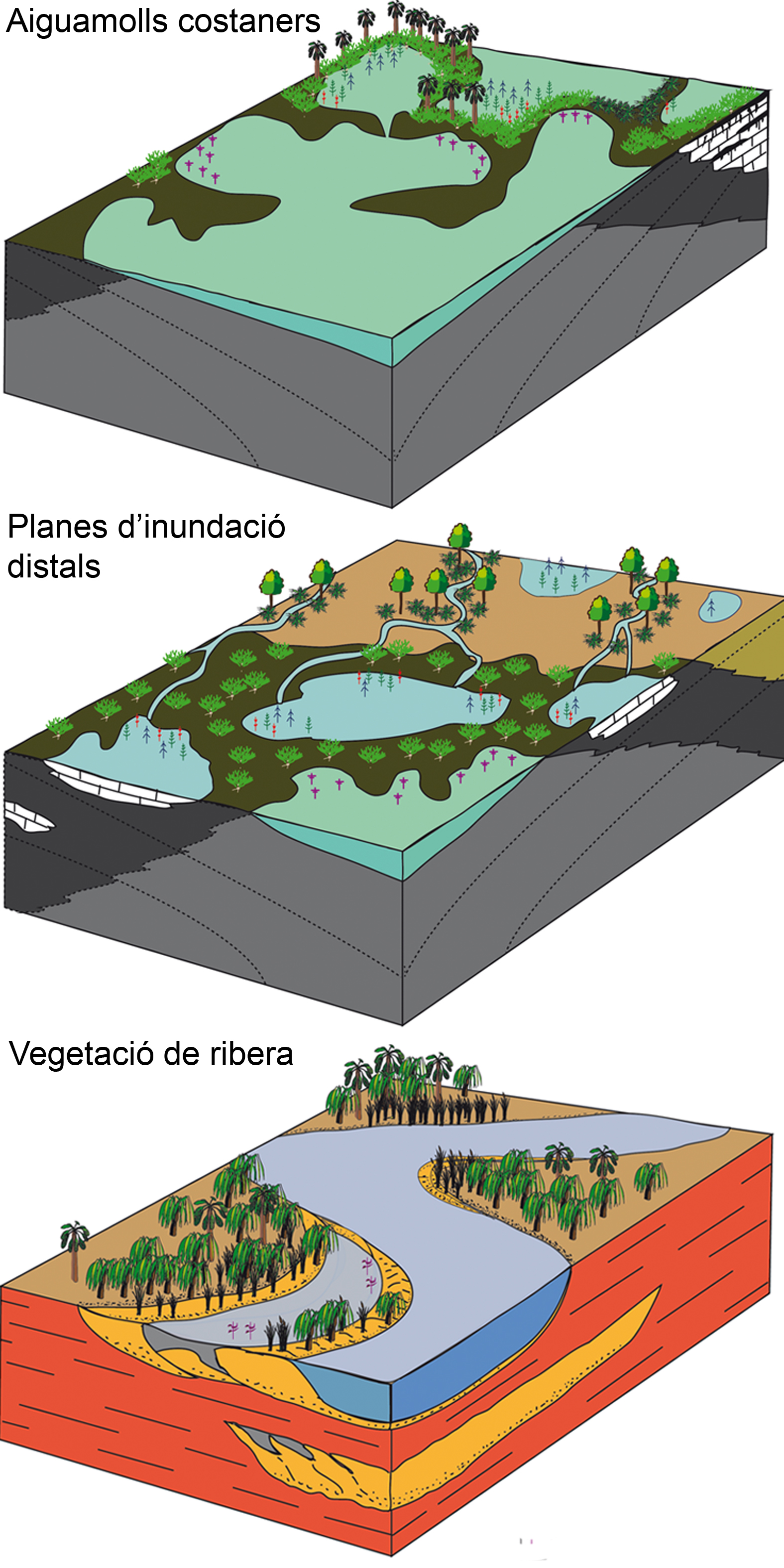
Reconstruccions ideals de l'ambient de sedimentació i de les comunitats vegetals corresponents al lagoon de la unitat grisa (a dalt) i a les planes d'inundació distals (al mig) i als canals meandriformes (a baix) de la unitat vermella inferior de la formació Tremp.

A les vores dels llacs d’aigua dolça i a les zones emergides dels aiguamolls s'hi formaven comunitats vegetals mixtes de coníferes queirolepidiàcies (Frenelopsis) amb palmeres (Sabalites longirhachis). En alguns punts, les falgueres hi podien ser localment abundants. Aquesta vegetació hauria sigut la materia primera de les torberes que després de milions d’anys de maduració formarien el lignit que s'ha explotat en nombroses explotacions mineres. Prop dels cossos d’aigua hi vivien amfibis albanerpetòntids i anurs (alítids, paleobatràquids i pelobàtids) juntament amb tortugues solemydides i botremídides. En canvi, els rèptils esquamosos, entre els quals hi hauria representants dels gekkos, ànguids, iguànids i ofidis, preferien les zones més emergides i seques. Els grans cocodrils allodaposúquids (incloent l'espècie Allodaposuchus palustris de Fumanya) eren alguns dels principals depredadors d'aquests aiguamolls. També hi coexistien altres formes cocodrilianes extingides de mida més modesta com hylaeocàmpsids (Acynodon?) i sebecosúquids, entre els quals destaca el petit Ogresuchus furatus de Coll de Nargó. Les àrees vegetades dels aiguamolls eren freqüentades per ramats de titanosaures on anaven a alimentar-se, mentre que a les zones més permanentment exposades del lagoon hi feien els nius. De fet, durant el Maastrichtià inferior, aquests sauròpodes dominaven les faunes de dinosaures de la conca sudpirinenca. En aquests mateixos ambients també podien haver coexistit amb alguna espècie d’ancilosaure nodosàurid i teròpodes indeterminats.

### Biodiversitat i paleoecologia a les planes d'inundació i al·luvials del Maastrichtià superior
El pas d’ambients de lagoon a les planes d’inundació i al·luvials que formaven part d’un gran estuari va contribuir a la diversificació de les comunitats terrestres d’éssers vius de la conca sudpirinenca. En el cas de les algues caròfites, però, la seva diversitat va anar decaient a mesura que els ambients lacustres estables hi eren cada vegada més escassos. A les ribes d’alguns rius o a les seves vores de desbordament, en els ambients de sedimentació de la formació Conques, hi podrien haver crescut arbres o arbusts semblants a les betulàcies actuals. Les falgueres eren abundants en el sotabosc d’aquesta vegetació de ribera així com de la resta de plana d’inundació, on cupressàcies indeterminades, araucàries, pandanals, palmeres i diferents espècies de dicotiledònies (lauràcies i possibles salicàcies, platanàcies i celastrals) haurien format part dels estrats arboris o arbustius. Hi ha evidències que la vegetació de ribera que creixia al voltant dels canals meandriformes de la formació Talarn era diferent. En aquest cas, estava constituïda majoritàriament per bogues (Typhaceae), arbres o arbusts semblants a salzes (Saliciphyllum gaetei) i palmeres (Sabalites longirhachis). Altres especies de juglandàcies, altingiàcies i ulmàcies probablement representaven part de la vegetació regional.
En els ambients aquàtics de l'estuari, els peixos condrictis hi eren menys abundants degut a la menor influència marina de l'entorn. En canvi, nombrosos grups de peixos osteïctis no teleostis (Lepisosteïformes, Semionotiformes, Amiïformes, Picnodontiformes i Aspidorinquiformes) i teleostis (Osteoglossiformes, filodòntids, Cipriniformes i acantomorfs) hi eren presents. De fet, els teleostis van esdevenir dominants en aquesta àrea en el Maastrichtià superior. Les herpetofaunes són menys conegudes ja que han deixat un escàs registre en aquests entorns més continentalitzats. Només s'hi ha identificat amfibis albanerpetòntids i alítids i tortugues botremídides. Pel que fa als cocodriliforms, tots els grups representats als ambients de lagoon coincideixen en els ambients fluvials i lacustres del Maastrichtià superior, els quals també incloïen mesoeucocodrílids, atoposàurids (Theriosuchus?) i gavialoïdeus. Els allodaposúquids podrien haver estat especialment diversos doncs en el Maastrichtià superior de l'àrea pirinenca se s'han descrit tres espècies més: Allodaposuchus subjuniperus, Arenysuchus gascabadiolorumi Allodaposuchus hulki. Alguns dels darrers grans pterosaures que van existir podrien haver sobrevolat el cel del paisatge fluvial. Les seves restes s'han descobert a la part més alta de la sèrie de la unitat vermella inferior. En el cas dels dinosaures, els sauròpodes titanosaures van cedir terreny als hadrosaures lambeosaurins provinents d’Àsia. Aquest grup derivat d'hadrosaures, representat als Pirineus per les espècies Pararhabdodon isonensis, Arenyisaurus ardevoli i Blasisaurus canudoi es va diversificar notablement en els ambients fluviolacustres. No obstant, les planes d’inundació eren llocs encara freqüentats pels darrers titanosaures per a nidificar.

### L'extinció finicretàcica i l'escàs registre fòssil del Paleocè
El registre més modern de faunes finicretàciques de la formació Tremp correspon al gres de rèptils i inclou dinosaures (hadrosauroïds, titanosauriformes i possibles teròpodes), cocodrils allodaposúquids i tortugues botremídides. Van habitar els ambients fluvials de la conca sudpirinenca entre 220.000 i 130.000 anys abans de l'extinció finicretàcica. Aquest i altres exemples documentats en el registre geològic de la formació Tremp recolzen la hipòtesi que l'extinció massiva del límit Cretaci-Paleogen (K/Pg) va ser sobtada enlloc de gradual. Un nivell amb microbalites gegants localitzat just a sobre del gres de rèptils en afloraments del sinclinal d’Àger testimonia com podrien haver quedat els ecosistemes terrestres de la conca sudpirinenca fruit de la devastació provocada per l’impacte de l’asteroide que va caure a la regió del Protocarib fa 66 m.a. La interpretació d'aquestes grans construccions d’estromatòlits suggereix que representarien formes de vida microbiana resistents d’aquesta crisi biòtica global en aquells ecosistemes on la vida eucariota havia quedat erradicada.
Una vegada superada l'extinció massiva del límit Cretaci-Paleogen (K/Pg), els prats de caròfites van tornar a proliferar en els ambients lacustres Danians. No obstant, aquestes flores estaven representades per espècies diferents de les dels aiguamolls mesozoics. La localitat de Fontllonga (sinclinal d’Àger) aporta una baga idea de com podrien haver sigut les biotes post extinció de la conca sudpirinenca. S'hi ha trobat restes de vertebrats com peixos (Lepisosteiformes, Pycnodontiformes, Siluriformes), restes de tortugues, cocodrils i closques d’ou atribuïdes a ocells. També s'hi han descobert dents de mamífers multituberculats (Hainina) i condilartres (Pleuraspidotherium). Curiosament, les restes de mamífers són completament inexistents a la sèrie Cretàcica de la formació Tremp. Pel que fa a les comunitats vegetals, hi ha evidències de que la vegetació regional estaria composta per membres de juglandàcies, fagàcies, salicàcies, proteàcies i, menys freqüentment, magnoliàcies, lauràcies o mirtàcies.